# Agustina Bessa-Luís
Agustina Bessa-Luís, nome literário de Maria Agustina Ferreira Teixeira Bessa GOSE • GCSE (Amarante, Vila Meã, 15 de outubro de 1922 — Porto, 3 de junho de 2019) foi uma escritora portuguesa.

## Biografia

### Infância e juventude
Segunda e ultimogénita filha do empresário Artur Teixeira Bessa (1882-1964), duma família rural de Entre Douro e Minho, e de sua mulher Laura Jurado Ferreira (1899-?), que era filha de pai Português, Lourenço Guedes Ferreira, Engenheiro dos Caminhos de Ferro, e de mãe Espanhola, sua mulher Lourença Agustina Jurado Franco, nascida em Zamora.
Regressado a Portugal, o pai de Agustina, que já no Brasil se dedicara à exploração de casas de espectáculo e de jogo, tornou-se gerente do Casino da Póvoa. As contingências da sua vida levaram a família a viver em vários lugares do Norte e do Douro — Gaia, Porto, Póvoa de Varzim, Águas Santas, Outeiro Maior, Vila do Conde e Godim, naquela que era a casa de família da sua mãe. A relação com a região duriense, durante largas temporadas da sua infância e adolescência, marcaria de forma indelével a obra da escritora.
Desde muito jovem que Agustina se interessou por livros, descobrindo na biblioteca do avô materno, os clássicos da literatura espanhola, francesa e inglesa, marcantes na sua formação literária. Em 1932 vai para o Porto estudar, onde passa parte da adolescência, mudando-se para Coimbra em 1945. A partir de 1950 fixa definitivamente a sua residência no Porto.
Casou a 25 de julho de 1945, na cidade do Porto, com o estudante de Direito Alberto Luís, que conheceu através de um anúncio no jornal "O Primeiro de Janeiro", publicado pela escritora, no qual procurava uma pessoa culta com quem se corresponder. Do seu casamento teve uma única filha, Mónica Bessa-Luís Baldaque, museóloga, pintora e autora de vários livros. Do casamento de sua filha, nasceram um filho chamado Alberto e duas filhas chamadas Leonor e Lourença Agustina.

### Actividade literária
Estreou-se como uma brilhante romancista em 1949, ao publicar a novela Mundo Fechado, mas seria o romance A Sibila, publicado em 1954 que constituiu um enorme sucesso e lhe trouxe imediato reconhecimento geral. E é com A Sibila que atinge a total maturidade do seu processo criativo.
É conhecido o seu interesse pela vida e obra de um dos grandes expoentes da escola romântica, Camilo Castelo Branco, cuja herança se faz sentir quer a nível temático (inúmeras obras de Agustina se relacionam com a sociedade de Entre Douro e Minho), quer a nível da técnica narrativa (explorou ficcionalmente a própria vida de Camilo). Essa filiação associa Agustina à corrente neo-romântica, como defende Eduardo Lourenço.
Vários dos seus romances foram adaptados ao cinema pelo realizador Manoel de Oliveira, com quem manteve uma relação de amizade e de colaboração próxima. Exemplos desta parceria são Fanny Owen (Francisca, 1981), Vale Abraão (filme homónimo, 1993), As Terras do Risco (O Convento, 1995) ou A Mãe de um Rio (Inquietude, 1998). Foi também autora de peças de teatro e guiões para televisão, tendo o seu romance As Fúrias sido adaptado para teatro e encenado por Filipe La Féria, (Teatro Nacional D. Maria II, 1995).
A sua criação era extremamente fértil e variada. Escreveu até o momento mais de cinquenta obras, entre romances, contos, peça de teatro|peças de teatro, biografias romanceadas, crónicas de viagem, ensaios e livros infantis. Foi traduzida para alemão, castelhano, dinamarquês, francês, grego, italiano e romeno. A Sibila já atingiu a vigésima quinta edição, sendo de leitura opcional no Ensino Secundário.
Em 2005, participou no programa da RTP Ela por Ela, série de 13 episódios sobre provérbios e aforismos, em conversa com Maria João Seixas, realizado por Fernando Lopes.
Em julho de 2006, pouco depois de terminar a sua última obra, A Ronda da Noite, deixou de escrever e retirou-se da vida pública, devido a razões de saúde, tendo sofrido um acidente vascular cerebral.

### Morte
Morreu a 3 de junho de 2019, em sua casa, no Porto, vítima de doença prolongada.

### Atividades institucionais
Além da atividade literária, envolveu-se em diversos projetos. Foi membro do Conselho Diretivo da Comunitá Europea degli Scrittori (Roma) (1961-1962). Colaborou em várias publicações periódicas, tendo sido entre 1986 e 1987 diretora do diário O Primeiro de Janeiro (Porto). Entre 1990 e 1993 assumiu a direção do Teatro Nacional D. Maria II (Lisboa) e foi membro da Alta Autoridade para a Comunicação Social. Foi ainda membro da Academie Européenne des Sciences, des Arts et des Lettres (Paris), da Academia Brasileira de Letras e da Academia das Ciências de Lisboa (Classe de Letras).

### Distinções e prémios
Foi distinguida com o grau de Grande-Oficial da Antiga, Nobilíssima e Esclarecida Ordem Militar de Sant'Iago da Espada, do Mérito Científico, Literário e Artístico, a 9 de abril de 1981, tendo sido elevada ao grau de Grã-Cruz da mesma Ordem a 26 de janeiro de 2006.
Em 2005, foi-lhe atribuído o título de Doutora Honoris Causa pela Faculdade de Letras da Universidade do Porto.
Em 2004, aos 81 anos, recebeu o mais importante prémio literário da língua portuguesa, o Prémio Camões. Na ata do júri da XVI edição do Prémio, pode ler-se que "o júri tomou em consideração que a obra de Agustina Bessa-Luís traduz a criação de um universo romanesco de riqueza incomparável que é servido pelas suas excepcionais qualidades de prosadora, assim contribuindo para o enriquecimento do património literário e cultural da língua comum".
Recebeu ainda: 
- Prémio Eça de Queirós (1954)
- Prémio Ricardo Malheiros (1966, 1977)
- Prémio D. Dinis (1980)
- Prémio P.E.N. Clube Português de Novelística (1981)
- Grande Prémio de Romance e Novela APE/IPLB (1983)
- Prémio Seiva (1988)
- Prémio da Crítica da Associação Portuguesa de Críticos Literários (1992)
- Medalha de Mérito Cultural (1993)
- Prémio União Latina de Literaturas Românicas (1997)
- Globo de Ouro (2002)

### Condecorações oficiais[12]
- Grande-Oficial da Ordem Militar de Sant'Iago da Espada de Portugal (9 de abril de 1981)
- Medalha de Honra da Cidade do Porto (31 de maio de 1988)[13]
- Oficial da Ordem das Artes e das Letras de França (1989)[13][14]
- Grã-Cruz da Ordem Militar de Sant'Iago da Espada de Portugal (26 de janeiro de 2006)

## Obra
Escreveu livros de diversos tipos, na sua maioria romances. Com a novela Mundo Fechado estreou-se como romancista. Contudo, foi com o romance A Sibila que ganhou o reconhecimento e a atenção da crítica literária. A sua escrita opõe-se a qualquer tentativa de contextualização, em termos de correntes, na história da literatura portuguesa. A escritora surgiu no panorama literário português numa altura em que a oposição entre o neorrealismo e o modernismo do movimento da Presença atingia o seu auge. Dedicou-se quase inteiramente à criação literária e, desde sua estreia em 1948, manteve um ritmo de publicação pouco usual nas letras portuguesas.
Conhecida não só como romancista, mas também como autora de peças de teatro, guiões de cinema, biografias, ensaios e livros infantis, a sua obra conta com mais de meia centena de títulos. Também se distinguiu enquanto articulista da "escola" do "jornalismo literário", tendo colaborado com assiduidade na imprensa. A autora revela preocupação pela condição social e cultural dos portugueses, particularmente interessada em perscrutar o passado, recorrendo à ficção para problematizar o conhecimento histórico e vivencial.

### Ficção
- 1948 - Mundo Fechado (novela)
- 1950 - Os Super-Homens (romance)
- 1951-1953 - Contos Impopulares (romance)
- 1954 - A Sibila (romance)
- 1956 - Os Incuráveis (romance)
- 1957 - A Muralha (romance)
- 1958 - O Susto (romance)
- 1960 - Ternos Guerreiros (romance)
- 1961 - O Manto (romance)
- 1962 - O Sermão do Fogo (romance)
- 1964 - As Relações Humanas: I - Os Quatro Rios (romance)
- 1965 - As Relações Humanas: II - A Dança das Espadas (romance)
- 1966 - As Relações Humanas: III - Canção Diante de uma Porta Fechada (romance)
- 1967 - A Bíblia dos Pobres: I - Homens e Mulheres (romance)
- 1970 - A Bíblia dos Pobres: II - As Categorias (romance)
- 1971 - A Brusca (contos)
- 1975 - As Pessoas Felizes (romance)
- 1976 - Crónica do Cruzado OSB (romance)
- 1977 - As Fúrias (romance)
- 1979 - Fanny Owen (romance histórico)
- 1980 - O Mosteiro (romance)
- 1983 - Os Meninos de Ouro (ação)
- 1983 - Adivinhas de Pedro e Inês (romance histórico)
- 1984 - Um Bicho da Terra (romance histórico, biografia de Uriel da Costa)
- 1984 - Um Presépio Aberto (narrativa)
- 1985 - A Monja de Lisboa (romance histórico, biografia de Maria de Visitação)
- 1987 - A Corte do Norte (romance histórico)
- 1988 - Prazer e Glória (romance)
- 1988 - A Torre (conto)
- 1989 - Eugénia e Silvina (romance)
- 1991 - Vale Abraão (romance)
- 1992 - Ordens Menores (romance)
- 1994 - As Terras do Risco (romance)
- 1994 - O Concerto dos Flamengos (romance)
- 1995 - Aquário e Sagitário (narrativa)
- 1996 - Memórias Laurentinas (romance)
- 1997 - Um Cão que Sonha (romance)
- 1998 - O Comum dos Mortais (romance)
- 1999 - A Quinta Essência (romance)
- 1999 - Dominga (conto)
- 2000 - Contemplação Carinhosa da Angústia (antologia)
- 2001 - O Princípio da Incerteza: I — Jóia de Família (romance)
- 2002 - O Princípio da Incerteza: II — A Alma dos Ricos (romance)
- 2003 - O Princípio da Incerteza: III — Os Espaços em Branco (romance)
- 2004 - Antes do Degelo (romance)
- 2005 - Doidos e Amantes (romance)
- 2006 - A Ronda da Noite (romance)
- 2018 - Deuses de Barro (romance escrito em 1942)

### Biografias
- 1979 - Santo António
- 1979 - A Vida e a Obra de Florbela Espanca (biobibliografia)
- 1979 - Florbela Espanca
- 1981 - Sebastião José
- 1982 - Longos Dias Têm Cem Anos — Presença de Vieira da Silva
- 1986 - Martha Telles: o Castelo Onde Irás e Não Voltarás (ensaio e biografia)

### Teatro
- 1958 - Inseparável ou o Amigo por Testamento
- 1986 - A Bela Portuguesa
- 1992 - Estados Eróticos Imediatos de Soren Kierkegaard
- 1996 - Party: Garden-Party dos Açores — Diálogos
- 1998 - Garret: O Eremita do Chiado

### Crónicas, memórias, textos ensaísticos
- 1961 - Embaixada a Calígula (relato de viagem)
- 1979 - Conversações com Dimitri e Outras Fantasias (crónicas)
- 1980 - Arnaldo Gama — “Gente de Bem”
- 1981 - A Mãe de um Rio (texto e fotografia)
- 1981 - Dostoievski e a Peste Emocional
- 1981 - Camilo e as Circunstâncias
- 1982 - Antonio Cruz, o Pintor e a Cidade
- 1982 - D.Sebastião: o Pícaro e o Heroíco
- 1982 - O Artista e o Pensador como Minoria Social
- 1984 - ”Menina e Moça” e a Teoria do Inacabado
- 1986 - Apocalipse de Albrecht Dürer
- 1987 - Introdução à Leitura de “A Sibila”
- 1988 - Aforismos
- 1991 - Breviário do Brasil (diário de viagem)
- 1994 - Camilo: Génio e Figura
- 1995 - Um Outro Olhar sobre Portugal (relato de viagem), com fot. de Pierre Rossollin, e il. de Maluda
- 1996 - Alegria do Mundo I: escritos dos anos de 1965 a 1969
- 1997 - Douro (texto e fotografia), em colab. com Mónica Baldaque
- 1998 - Alegria do Mundo II: escritos dos anos de 1970 a 1974
- 1998 - Os Dezassete Brasões (texto e fotografia)
- 1999 - A Bela Adormecida
- 2000 - O Presépio: Escultura de Graça Costa Cabral (texto e fotografia), em colab. com Pedro Vaz
- 2001 - As Meninas (texto e pintura)
- 2002 - O Livro de Agustina (autobiografia)
- 2002 - Azul (divulgação), em colab. com Luísa Ferreira
- 2002 - As Estações da Vida (texto e fotografia), fot. Jorge Correia Santos
- 2004 - O Soldado Romano, com il. de Chico
- 2016 - Ensaios e artigos

### Literatura infantil
- 1983 - A Memória de Giz, com il. de Teresa Dias Coelho
- 1987 - Contos Amarantinos, com il. de Manuela Bacelar
- 1987 - Dentes de Rato, com il. de Martim Lapa
- 1990 - Vento, Areia e Amoras Bravas, com il. de Mónica Baldaque
- 2007 - O Dourado, com il. de Helena Simas

### Adaptações cinematográficas
- 1981 - Francisca, real. Manoel de Oliveira, romance Fanny Owen
- 1993 - Vale Abraão, real. Manoel de Oliveira, romance Vale Abraão
- 1995 - O Convento, real. Manoel de Oliveira, com Catherine Deneuve e John Malkovich, romance As Terras do Risco
- 1996 - Party, real. Manoel de Oliveira, peça Party: Garden-Party dos Açores
- 1998 - Inquietude, real. Manoel de Oliveira, conto A Mãe de um Rio, Prêmio Globo de Ouro (1999) para a melhor realização
- 2002 - O Princípio da Incerteza, real. Manoel de Oliveira, romance O Princípio da Incerteza
- 2005 - Espelho Mágico, real. Manoel de Oliveira, romance A Alma dos Ricos
- 2009 - A Corte do Norte, real. João Botelho

## Prémios

### Prémios à autora
- 1975 - Prémio "Adelaide Ristori" (Centro Cultural Italiano de Roma)
- 1982 - Prémio da Cidade do Porto
- 1988 - Prémio Seiva de Literatura (Companhia de Teatro Seiva Trupe), Porto
- 1993 - Medalha de Mérito Cultural
- 1996 - Prémio Bordalo de Literatura (Casa da Imprensa)
- 2004 - Prémio Camões[15] - o mais importante prémio literário da língua portuguesa
- 2004 - Prémio Vergílio Ferreira (Universidade de Évora)
- 2005 - Prémio de Literatura do Festival Grinzane Cinema, Turim (Itália)
- 2006 - Prémio Rosalía de Castro do Centro PEN Galiza [16]

### Prémios às obras
- 1953 - Prémio Delfim Guimarães (Guimarães Editores), (A Sibila)
- 1954 - Prémio Eça de Queirós (Secretariado Nacional de Informação), (A Sibila)
- 1966 - Prémio Ricardo Malheiros (Academia das Ciências de Lisboa), (Canção Diante de uma Porta Fechada)
- 1967 - Prémio Nacional de Novelística (Secretariado Nacional de Informação), (Homens e Mulheres)
- 1977 - Prémio Ricardo Malheiros (Academia das Ciências de Lisboa) — Prémio Literário, (As Fúrias)
- 1980 - Prémio P.E.N. Clube Português de Ficção, (O Mosteiro)
- 1980 - Prémio D. Dinis (Fundação Casa de Mateus), (O Mosteiro)
- 1983 - Prémio de Romance e Novela, Associação Portuguesa de Escritores, (Os Meninos de Ouro)
- 1988 - Prémio RDP Antena 1 da Literatura (Ex-aequo), (Prazer e Glória)
- 1993 - Prémio da Crítica (Centro Português da Associação Internacional de Críticos Literários), (Ordens Menores)
- 1994 - Prémio Municipal Eça de Queirós (Câmara Municipal de Lisboa) — Prémio de Prosa de Ficção, (As Terras do Risco)
- 1996 - Prémio Máxima de Literatura (Memórias Laurentinas e Party)
- 1997 - Prémio União Latina de Literaturas Românicas, Itália (Um Cão que Sonha)
- 2001 - Grande Prémio de Romance e Novela da Associação Portuguesa de Escritores (Jóia de Família)